# Thuyên Loan
Thuyên Loan (荃灣區, tiếng Anh: Tsuen Wan) là một trong 18 quận của Hồng Kông. Quận thuộc Tân Giới và có dân số là 275.527 người vào năm 2001. Cư dân trong quận chủ yếu tập trung tại Thuyên Loan và đây là quận có mật độ cư dân cao nhất tại Tân Giới. Một phần của Đô thị mới Thuyền Loan nằm trên địa bàn quận.
Quận được thành lập từ năm 1982 và bao gồm các khu vực thuộc quận Thuyên Loan và Quỳ Thanh hiện nay. Quỳ Dũng và đảo Thanh Y đã tách khỏi quận Thuyền Loan vào giữa thập kỷ 1980 và trở thành quận Quỳ Thanh.

## Lịch sử
Theo "Hương Cảng văn vật" do Cục Hành chính Hồng Kông công bố, các di tích văn hóa của nhà Hán đã được phát hiện ở đường Sài Loan Giác và những nơi khác ở Thuyên Loan.
Thuyên Loan trước đây gọi là Thiển Loan (vùng nước nông), được cho là được đặt tên theo vùng nước nông trong vịnh, nhưng tên đã được thay đổi vì ý nghĩa mang điềm gở của "Long du thiển thủy tao hà hý" （vịnh Repulse cũng có tên Thiển Thủy Loan vẫn chưa được đổi tên).
Thuyên Loan cũng thường được nhắc đến từ đời nhà Tống, bản đồ và bản kiện của nhà Minh và nhà Thanh, ghi chép lịch sử khai hoang, Nhai Sơn tập (厓山集), Tống sử tân biên (宋史新編), Lịch sử triều đại Nam Tống và huyện Tân An, v.v. Trong cuốn Việt Đại Kí (粵大記) ghi lại Thiển Loan nằm ở phía tây của Quỳ Dũng.
Năm 1227, niên hiệu Cảnh Viêm (景炎) thứ hai, vua Tống Đoan Tông đến Thiển Loan từ Cổ Cấn (古瑾) từ tháng 9 đến tháng 11, có vị đại thần họ Tào đã vô tình trượt chân và chết đuối khi băng qua đầm nước, người đời sau tiếc thương liền đặt tên là đầm Tào Công (曹公潭) để tưởng nhớ.
Vào tháng 10 hoặc tháng 11 thời nhà Nguyên, nguyên soái Lưu Thâm (劉深) đã đưa đội quân đến Thiển Loan. Một giả thuyết khác là Lưu Thâm tấn công một lối vào cổng thành, nhân dân đã xây thành bằng đá để chống lại quân Nguyên, do đó có cổng thành bằng đá.
Vào đầu triều đại nhà Thanh, nhà Thanh đã truy đuổi quân nhà Nam Minh đến Thuyên Loan, chọn hang núi làm cổng thành, Lý Vạn Vinh (李萬榮) ủng hộ lấy niên hiệu Vĩnh Lịch.
Vào cuối triều đại nhà Minh và đầu nhà Thanh, Thuyên Loan được đổi tên thành Thuyên Loan Ước. Đời sau đổi tên thành Toàn Loan Ước, như ghi chép về huyện Tân An.
Trong quá khứ, nạn cướp biển hoành hành dữ dội ở Thiển Loan, nên nơi đây từng gọi là Tặc Loan. Thiển Loan nằm gần kênh Rambler, trước đây còn biết đến là Tam Bách Tiền (三百錢). Theo truyền thuyết, khi đi qua nơi này, khách đi đường phải nộp 3 trăm quan tiền làm phí. Ngoài ra, khi các tàu buôn đến vùng nước này, thường bị mắc cạn khi thủy triều xuống, thời kỳ này khu vực hoàn toàn chưa phát triển, thương nhân chắc chắn không qua khỏi.
Vì vậy, lời khuyên cho các thương nhân người Khách Gia là "Phát đạt qua Kim Sơn, yếu tử tới Thuyên Loan". Tục ngữ này đã được lưu truyền cho đến sau thế chiến thứ hai bởi vì nguồn nước ở Thuyên Loan đến từ Tuyền Thủy của núi Đại Mạo Sơn, hốc núi lại đầy hoa mã tiền độc, thêm vào đó muỗi gây sốt rét khiến cư dân tiêu chảy, lên cơn ớn lạnh.
Tú tài cuối thời nhà Thanh là Dương Quốc Thuỵ (楊國瑞) đã đề xuất với chính phủ Hồng Kông để thống nhất tên gọi cho khu vực là Thuyên Loan (荃灣).
Vào những năm 1950, Thuyên Loan đã trở thành trung tâm của ngành dệt may ở Hồng Kông. Nhà máy kéo sợi và nhuộm lớn nhất ở Hồng Kông cũng được đặt tại đây, từ đó dẫn đến phát triển của ngành công nghiệp nhẹ.
Năm 1961, chính quyền Hồng Kông đã lên kế hoạch phát triển của Thuyên Loan là thành phố vệ tinh đầu tiên ở khu vực Tân Giới. Phạm vi này nằm cách xa đảo Thanh Y ở Cảng Victoria, Quỳ Dũng và Lệ Cảnh gần đó.